# ماتی پیتکانن

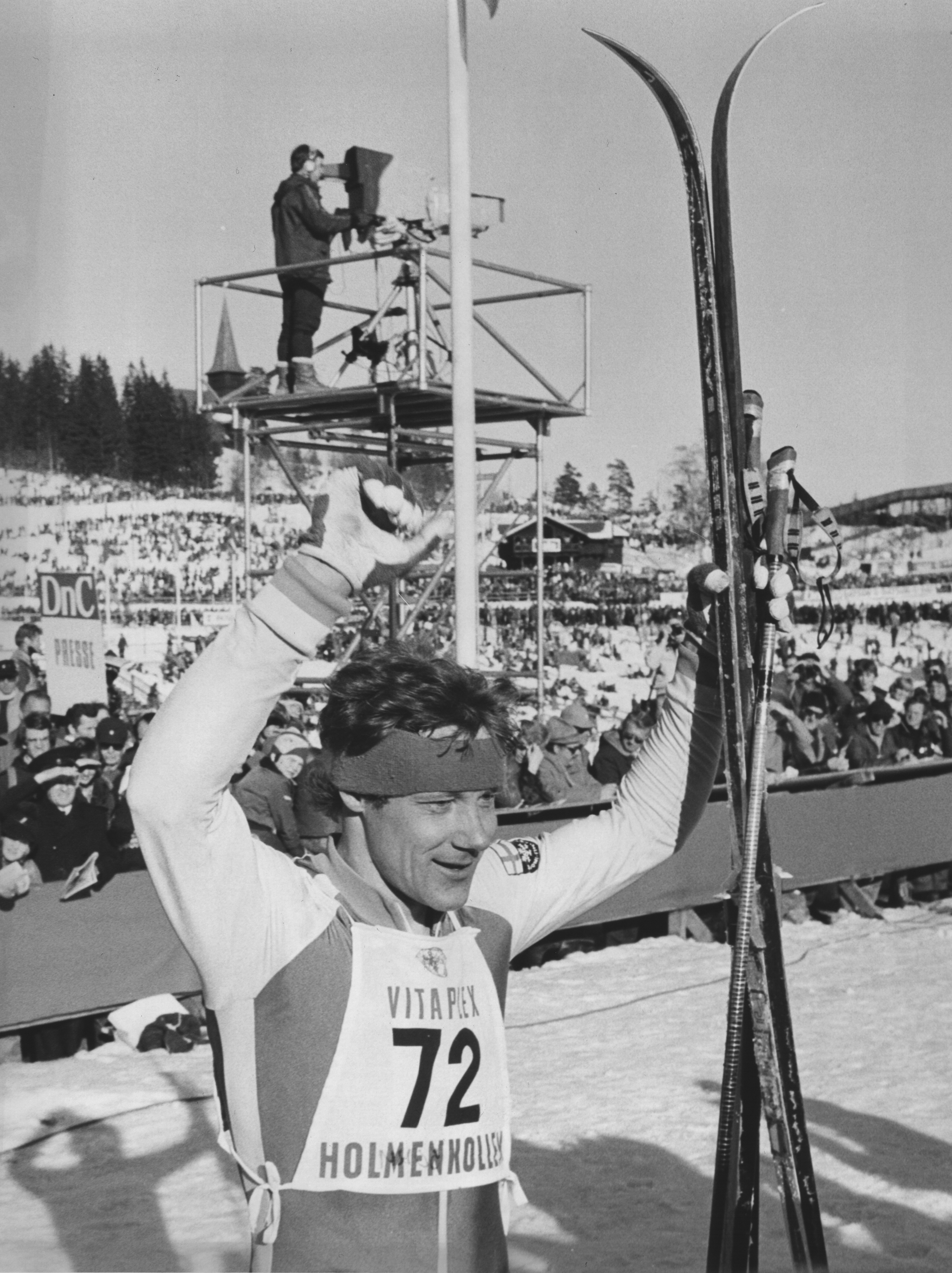
ماتی پیتکانن در سال ۱۹۷۸

ماتی پیتکانن (انگلیسی: Matti Pitkänen؛ زادهٔ ۲۰ دسامبر ۱۹۴۸) اسکی‌باز صحرانوردی اهل فنلاند بود.